# Poplar-Cotton Center
Poplar-Cotton Center és una concentració de població designada pel cens dels Estats Units a l'estat de Califòrnia. Segons el cens del 2000 tenia 1.496 habitants.

## Demografia
Segons el cens del 2000, Poplar-Cotton Center tenia 1.496 habitants, 349 habitatges, i 314 famílies. La densitat de població era de 451,3 habitants/km².
Dels 349 habitatges en un 57% hi vivien nens de menys de 18 anys, en un 64,8% hi vivien parelles casades, en un 18,1% dones solteres, i en un 10% no eren unitats familiars. En el 9,5% dels habitatges hi vivien persones soles el 4,9% de les quals corresponia a persones de 65 anys o més que vivien soles. El nombre mitjà de persones vivint en cada habitatge era de 4,27 i el nombre mitjà de persones que vivien en cada família era de 4,46.
Per edats la població es repartia de la següent manera: un 40,4% tenia menys de 18 anys, un 11,2% entre 18 i 24, un 25,2% entre 25 i 44, un 15,5% de 45 a 60 i un 7,6% 65 anys o més.
L'edat mediana era de 24 anys. Per cada 100 dones de 18 o més anys hi havia 99,8 homes.
La renda mediana per habitatge era de 24.519 $ i la renda mediana per família de 25.446 $. Els homes tenien una renda mediana de 22.011 $ mentre que les dones 19.306 $. La renda per capita de la població era de 8.605 $. Entorn del 27,7% de les famílies i el 31,2% de la població estaven per davall del llindar de pobresa.

## Poblacions més properes
El següent diagrama mostra les poblacions més properes.